# Anna Šišková

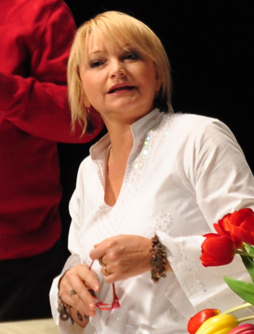
Anna Šišková im Jahr 2011

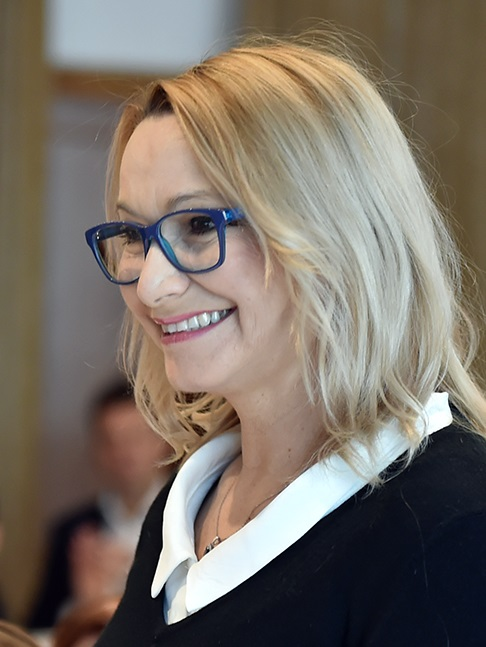
Die Schauspielerin im Jahr 2017

Anna Šišková (* 30. Juni 1960 in Žilina, Tschechoslowakei) ist eine slowakische Schauspielerin.

## Leben
Anna Šišková wurde 1960 in Žilina geboren. Sie studierte an der Pädagogischen Fakultät der Universität Prešov und trat während dieser Zeit der Schauspielgruppe des Jonáš-Záborský-Theaters bei. Seit den 1980er Jahren spielte sie zunächst an slowakischen Theatern, unter anderen in Trnava am heutigen Ján-Palárik-Theater und in Bratislava am Astorka Korzo '90. Darüber hinaus wirkte sie auch in verschiedenen Fernsehfilmen und -serien mit.
Gefördert wurde sie später von Regisseur Jan Hřebejk, der ihr in dem Film Wir müssen zusammenhalten (Originaltitel Musíme si pomáhat) eine Hauptrolle gab. Dafür wurde sie 2001 mit dem Český lev („Böhmischer Löwe“) als Beste Hauptdarstellerin ausgezeichnet. Dadurch bekam sie in Tschechien weitere Angebote und erhielt 2003 eine Nominierung für den Český lev als Beste Nebendarstellerin für den Film Kruté radosti. In den 2000er Jahren hatte sie eine Hauptrolle in den bekannten tschechischen Serien Místo v životě und Letiště. Für den Film Ohne ein Wort zu sagen (Originaltitel Špína) erhielt sie eine weitere Český-lev-Nominierung als Beste Nebendarstellerin.
Šišková hat zwei Töchter, die ebenfalls im Filmgeschäft tätig sind. Ihre Tochter Dorota Nvotová (* 1982) ist Schauspielerin und Sängerin, sie stammt aus einer Beziehung mit Jaroslav Filip. Ihre zweite Tochter Tereza Nvotová (* 1988) ist Regisseurin und Schauspielerin, sie stammt aus ihrer Ehe mit Regisseur Juraj Nvota. In dem Film Ohne ein Wort zu sagen führte ihre Tochter Tereza Regie.
2017 wurde sie für den Preis Slovenka roka („Slowakische Frau des Jahres“) in der Kategorie Kunst und Kultur nominiert.

## Filmografie
- 2000: Wir müssen zusammenhalten (Musíme si pomáhat)
- 2002: Kruté radosti
- 2017: Ohne ein Wort zu sagen (Špína)

## Auszeichnungen
- 2001: Český lev – Beste Hauptdarstellerin (in dem Film Wir müssen zusammenhalten)[3]